# آلیس لوید (بازیگر)
آلیس وود (۲۰ اکتبر ۱۸۷۳–۱۷ نوامبر ۱۹۴۹) که به‌طور حرفه ای با نام آلیس لوید یا آلیس هال شناخته می‌شود، هنرمند بریتانیایی سالن موسیقی بود که در آمریکا محبوبیت داشت.

## زندگی
لوید در هاکستون لندن در خانواده وود به دنیا آمد که شامل خواهر مشهور بزرگترش ماری بود که نام ماری لوید را برگزید. ده کودک بودند و بسیاری از آنها نام لوید را برای حضور در سالن موسیقی برگزیدند. ماری، آلیس و گریس در نقش «خواهران لوید» ظاهر شدند.

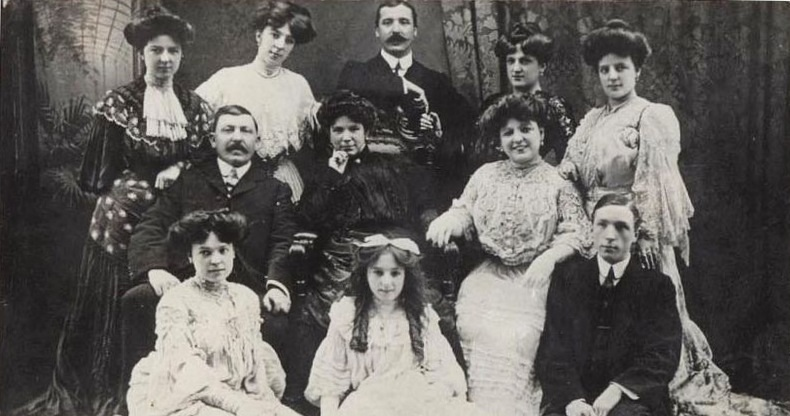
خانواده وود، از چپ به راست: ردیف بالا: دیزی، رزی، جان، گریس، آلیس. وسط: جان وود (پدر)، ماتیلدا (مادر)، ماری. پایین: آنی، مود، سیدنی

خواهرش ماری لوید در بریتانیا محبوب بود و می‌گفت که یک صاحب تئاتر آمریکایی، پرسی جی ویلیامز، آلیس را از طریق عواملش ثبت نام کرد. او به اشتباه فکر کرد که با خواهر بزرگترش ماری قرارداد گرفته‌است. آلیس در سال ۱۹۰۷ در ودویل در برادوی ظاهر شد و ادعا شد که نام او بلافاصله پس از اولین اجرایش در چراغ‌های تئاتر قرار گرفته‌است. گفته می‌شد که ماری برای تماشاگران آمریکایی خیلی خشن است و آنها آلیس را که خوددارتر هستند ترجیح می‌دهند.
در سال ۱۹۰۸ او در کشتی اقیانوس پیمای RMS مورتانیا بود که یک ملخ شکسته به کشتی آسیب رساند. گزارش شد که آلیس به مدت یک ساعت آواز خواند تا مسافران را آرام کند در حالی که برق به کشتی بازگردانده شد.
در سال ۱۹۰۹ او در اولین تور خود در غرب آمریکا در سیاتل ظاهر شد.